# Hyperolius phantasticus
Hyperolius phantasticus är en groddjursart som först beskrevs av George Albert Boulenger 1899.  Hyperolius phantasticus ingår i släktet Hyperolius och familjen gräsgrodor. IUCN kategoriserar arten globalt som livskraftig. Inga underarter finns listade i Catalogue of Life.